# رامسس شوفی
رامسس شوفی (هلندی: Ramses Shaffy; ۲۹ اوت ۱۹۳۳ – ۱ دسامبر ۲۰۰۹) خوانندگی، موسیقی‌دان، هنرپیشه اهل هلند بود. وی بین سال‌های ۱۹۵۵ تا ۲۰۰۹ میلادی فعالیت می‌کرد.